# Clara Sipprell
Clara Sipprell; 1965; Museu Amon Carter de Arte Americana, Fort Worth, Texas
Clara Estelle Sipprell (Tillsonburg, Ontário, 31 de outubro de 1885 – Manchester, Vermont, 27 de dezembro de 1975) foi uma fotógrafa canadense do início do século XX que viveu a maioria de sua vida nos Estados Unidos. Era conhecida por suas paisagens pictóricas e por retratos de muitos atores, artistas, escritores e cientistas famosos. Sua fotografia Nova Iorque, Antiga e Nova foi a primeira obra de arte de uma artista mulher adquirida para a coleção do Museu de Arte Moderna de Nova Iorque.

## Biografia

### Juventude
Clara Estelle Sipprell nasceu em Tillsonburg, Ontário, Canadá, em 31 de outubro de 1885. Era a sexta filha e única menina de Francis e Fanny Crabbe Sipprell. Seu pai morreu antes de ela nascer, e sua mãe teve que encontrar vários empregos domésticos para cuidar sozinha da família. Como sua mãe tinha dificuldade em encontrar um emprego estável, os irmãos mais velhos de Sipprell moraram por um tempo com os avós, a cerca de 80 km de distância de casa.
Quando tiveram idade suficiente para trabalhar, três de seus irmãos se mudaram para Buffalo, Nova Iorque, e seu irmão Frank conseguiu um emprego como assistente de fotógrafo. Os irmãos enviam dinheiro para a mãe e a incentivam a se juntar a eles quando puder. Em algum momento antes de completar dez anos, Sipprell e sua mãe se mudaram para Buffalo e, exceto por algumas viagens, ela permaneceu nos Estados Unidos pelo resto da vida.
Em 1902, Frank pediu dinheiro emprestado a um irmão mais velho e abriu o Sipprell Photography Studio em Buffalo. Desde o início, sua irmã ficou fascinada com o que acontecia no estúdio e logo começou a trabalhar como aprendiz de Frank. Aos dezesseis anos, deixou a escola e se tornou assistente em tempo integral e, nos dez anos seguintes, aprendeu todos os aspectos técnicos da fotografia no estúdio dele. Mais tarde, Sipprell daria crédito ao irmão por seu treinamento técnico e estético, dizendo: “Ele me ensinou tudo o que pareço saber. Ele me ensinou deixando-me sozinha com meus erros e, por essa razão, nunca me tornei consciente das limitações da fotografia”.
Em seus primeiros anos, Sipprell tirou fotos de paisagens ao redor de Buffalo. Enquanto aprendia os aspectos técnicos da arte, experimentou uma ampla variedade de mídias fotográficas, incluindo impressões em bromóleo, goma, carbono e platina. Ela também fez uma série de impressões coloridas em Autocromo e continuou a preferir esse processo mesmo depois que filmes coloridos de alta qualidade foram criados.
Graças ao trabalho de George Eastman e à fundação da Eastman Kodak Company em Rochester, a cidade se tornou um importante centro da fotografia americana no início do século XX. Sipprell se envolveu nas atividades do Buffalo Camera Club, que, embora na época não aceitasse mulheres como membros, permitiu que ela participasse porque seu irmão Frank era membro. Em 1910, ela expôs suas primeiras fotos no Camera Club, uma das quais ganhou o segundo prêmio no concurso de retratos.
Apesar de não poder ser membro do clube, Sipprell continuou a exibir suas impressões nas exposições anuais. Em 1913, ganhou seis prêmios na exposição, mais do que qualquer um dos membros efetivos do clube. As fotografias que ela expôs lá atraíram a atenção do influente crítico de arte e fotografia Sadakichi Hartmann (que na época escrevia sobre fotografia sob o pseudônimo de “Sidney Allen”), e ele escreveu duas críticas muito favoráveis sobre o trabalho dela. O interesse dele, aliado ao próprio sucesso dela, trouxe convites para palestras em vários clubes de fotografia na cidade de Nova Iorque, e logo ela estava passando mais tempo lá do que em Buffalo.

### Fama crescente

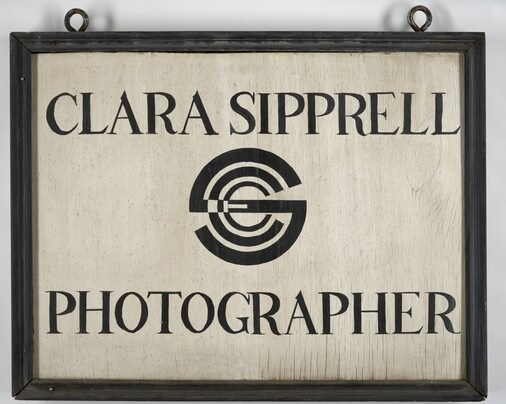
Placa comercial de Clara Sipprell

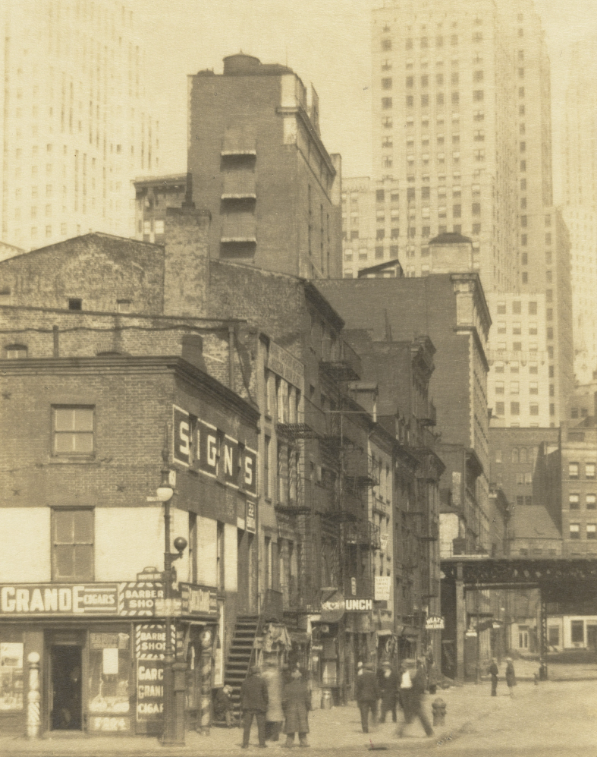
Clara E. Sipprell. New York City, Old and New. c. 1920

Em 1915, Sipprell e Jessica Beers, amiga de longa data da família e professora, mudaram-se para Nova Iorque, onde partilharam um apartamento em Morningside Drive. A grande cidade adequava-se melhor aos crescentes gostos boêmios de Sipprell, que rapidamente passaram a incluir fumar charutos e cachimbos, beber bourbon, conduzir descapotáveis velozes e usar capas, joias exóticas e roupas eslavas bordadas. Um amigo lembrou que ela “não fez do seu trabalho, a sua vida, mas sim criou uma vida que era uma obra de arte”.
Em poucos meses, Sipprell abriu um estúdio de retratos e logo conquistou uma longa lista de clientes graças à sua já conhecida habilidade artística. Nos quarenta anos seguintes, ela fotografaria alguns dos artistas, escritores, dançarinos e outros ícones culturais mais famosos da época, incluindo: Alfred Stieglitz, Pearl S. Buck, Charles E. Burchfield, Feodor Chaliapin, Ralph Adams Cram, W. E. B. Du Bois, Albert Einstein, Robert Frost, Granville Hicks, Malvina Hoffman, Langston Hughes, Robinson Jeffers, Isamu Noguchi, Maxfield Parrish e Eleanor Roosevelt.
Como fotógrafa de retratos, Sipprell procurava transmitir uma sensação da pessoa como um todo e do que tornava cada uma delas única. Ela era uma pictorialista tradicional, interessada em beleza simples e imagens com foco suave, e mantinha essa mesma visão estética, quer estivesse tirando retratos, paisagens ou naturezas-mortas.
No final da década de 1910, Sipprell conheceu uma jovem russa chamada Irina Khrabroff, que se tornou sua amiga para toda a vida, companheira de viagem e, mais tarde, sua agente e gerente comercial. Quando se conheceram, Sipprell ainda dividia seu apartamento com Beers, mas quando ela se mudou em 1923, Khrabroff se mudou para lá. Mais tarde naquele ano, Khrabroff se casou com um homem chamado Feodor Cekich, e os três viveram juntos no mesmo apartamento por muitos anos.
Em 1924, o trio viajou para a Europa, onde Sipprell fotografou a costa do Adriático e, por meio de conexões com os Khrabroffs, membros da comunidade artística de Moscou. Mais tarde, essas mesmas conexões lhe deram acesso a muitos expatriados russos, que ela também fotografou, incluindo a condessa Alexandra Tolstoy, Sergei Rachmaninoff e Serge Koussevitzky. Dois anos depois, Sipprell e Khrabroff, sem o marido, viajaram novamente para a Iugoslávia, e Sipprell fez outra série de fotografias do campo e das pessoas.
Ao longo da década de 1920, Sipprell continuou a expor e a publicar seu trabalho e, em 1928 e 1929, teve suas primeiras exposições individuais, na Universidade Estadual de San Jose. Ela também continuou sua amizade e convivência com os Khrabroffs, mesmo depois que eles tiveram uma filha em 1927. No entanto, por volta de 1932, surgiu uma tensão entre Sipprell e seus amigos próximos devido à ascensão do governo stalinista na Rússia. Os Khrabroffs permaneceram leais aos czaristas depostos e consideravam intolerável a continuação da associação de Sipprell com algumas pessoas que simpatizavam com os stalinistas. Em 1935, a amizade chegou ao fim e Sipprell começou a viver sozinha pela primeira vez.
Em 1932, sua fotografia New York City, Old and New tornou-se a primeira obra de arte de uma artista mulher adquirida para a coleção do Museu de Arte Moderna de Nova Iorque.

### Últimos anos
Em 1937, Sipprell mudou-se para Manchester, Vermont, por sugestão dos poetas Walter Hard e Robert Frost, ambos de Vermont. Pouco depois, conheceu Phyllis Reid Fenner (1899–1982), escritora, bibliotecária e antologista de livros infantis. Catorze anos mais nova que Sipprell, Fenner logo se tornou sua companheira de casa e de viagem. Essa relação continuou durante os últimos trinta e oito anos da vida de Sipprell. Em meados da década de 1960, elas contrataram o arquiteto Harold Olmsted para construir uma casa em Manchester, que incluía a primeira câmara escura que Sipprell já teve no mesmo lugar onde morava.
Não está claro se as relações de Sipprell com qualquer uma das mulheres com quem morou eram sexuais ou mesmo românticas, mas sua duração e estabilidade indicam um nível extraordinário de compromisso.
Clara Sipprell faleceu em abril de 1975, aos 89 anos. Suas cinzas estão enterradas em um terreno próximo a um afloramento rochoso no cemitério Dellwood. Presa à rocha, há uma pequena placa de bronze na qual, conforme seus desejos, estão gravados seu nome e os nomes de Jessica Beers e Phyllis Fenner.
Ao longo de sua vida, seu trabalho foi exibido em mais de 100 exposições de fotografia em todo o mundo. As principais coleções de seu trabalho estão alojadas no Museu Amon Carter de Arte Americana em Fort Worth, Texas, e na Universidade de Syracuse.

## Galeria

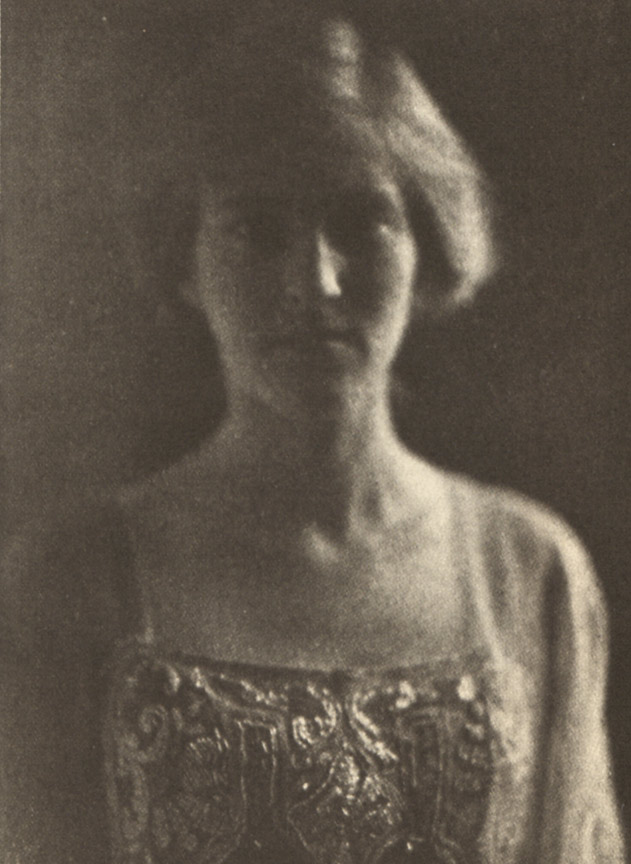
Estudo decorativo (1913)
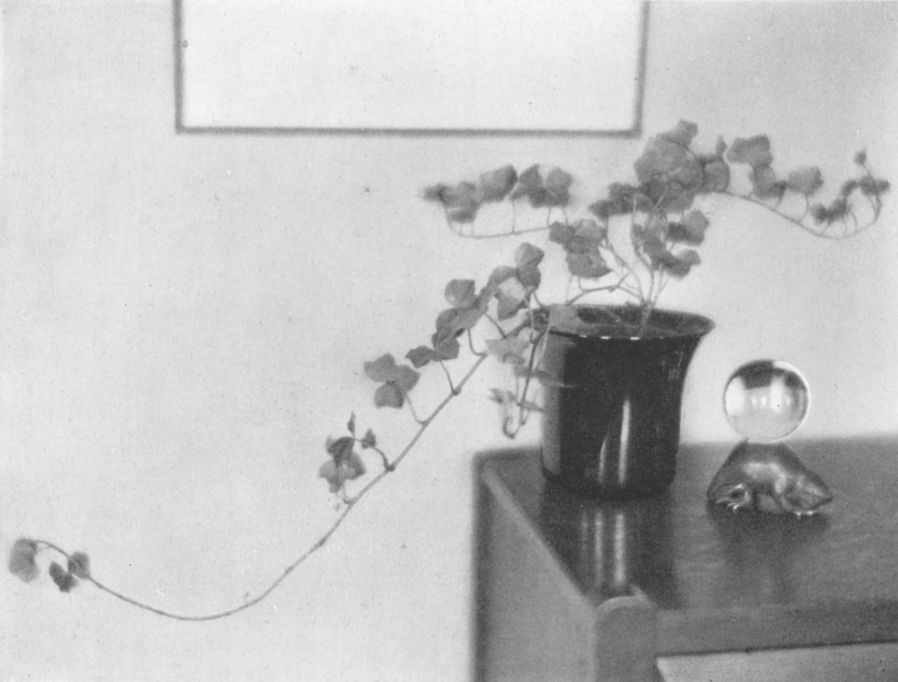
Hera e Vidro Antigo (1922)
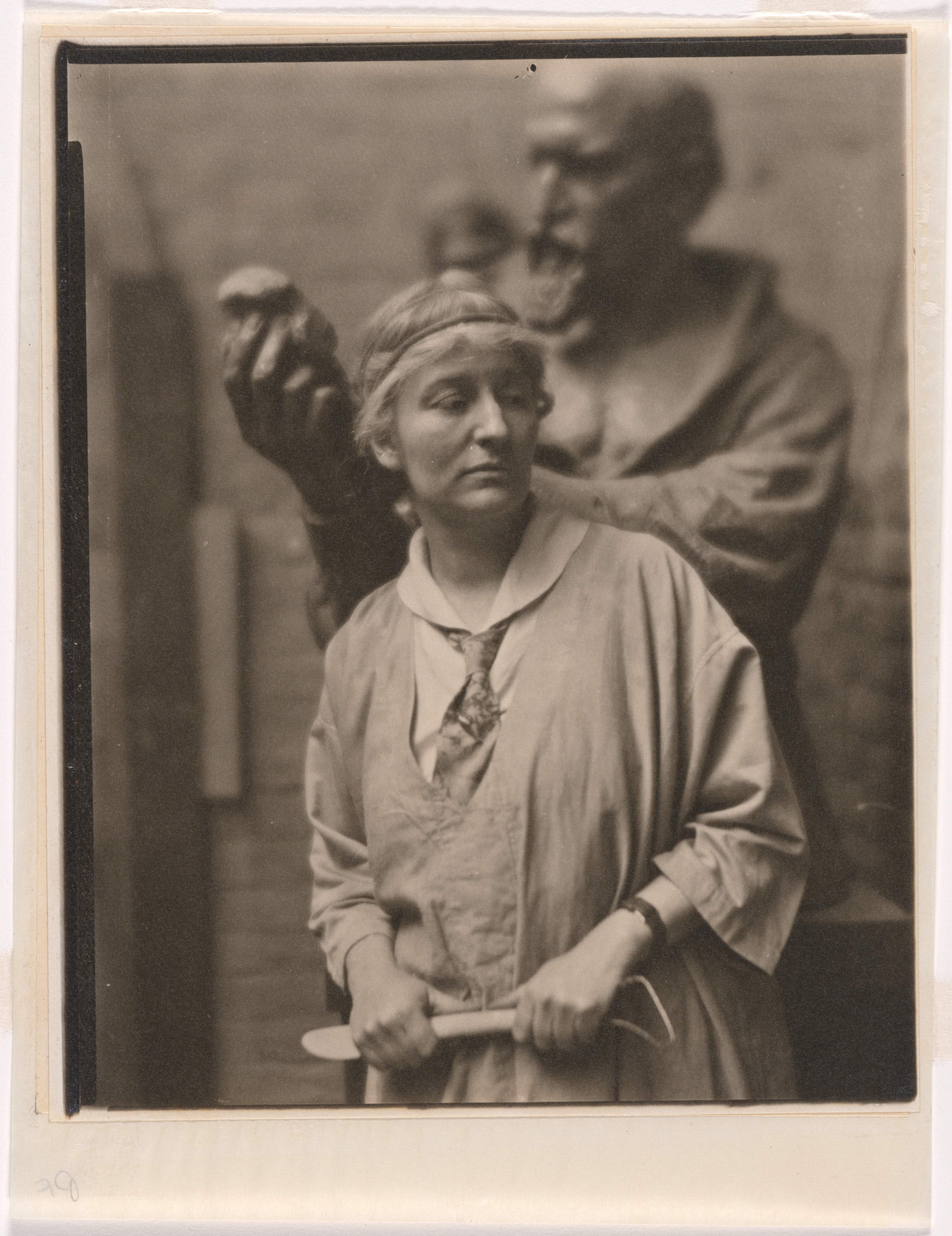
Escultora Malvina Hoffman (1928)
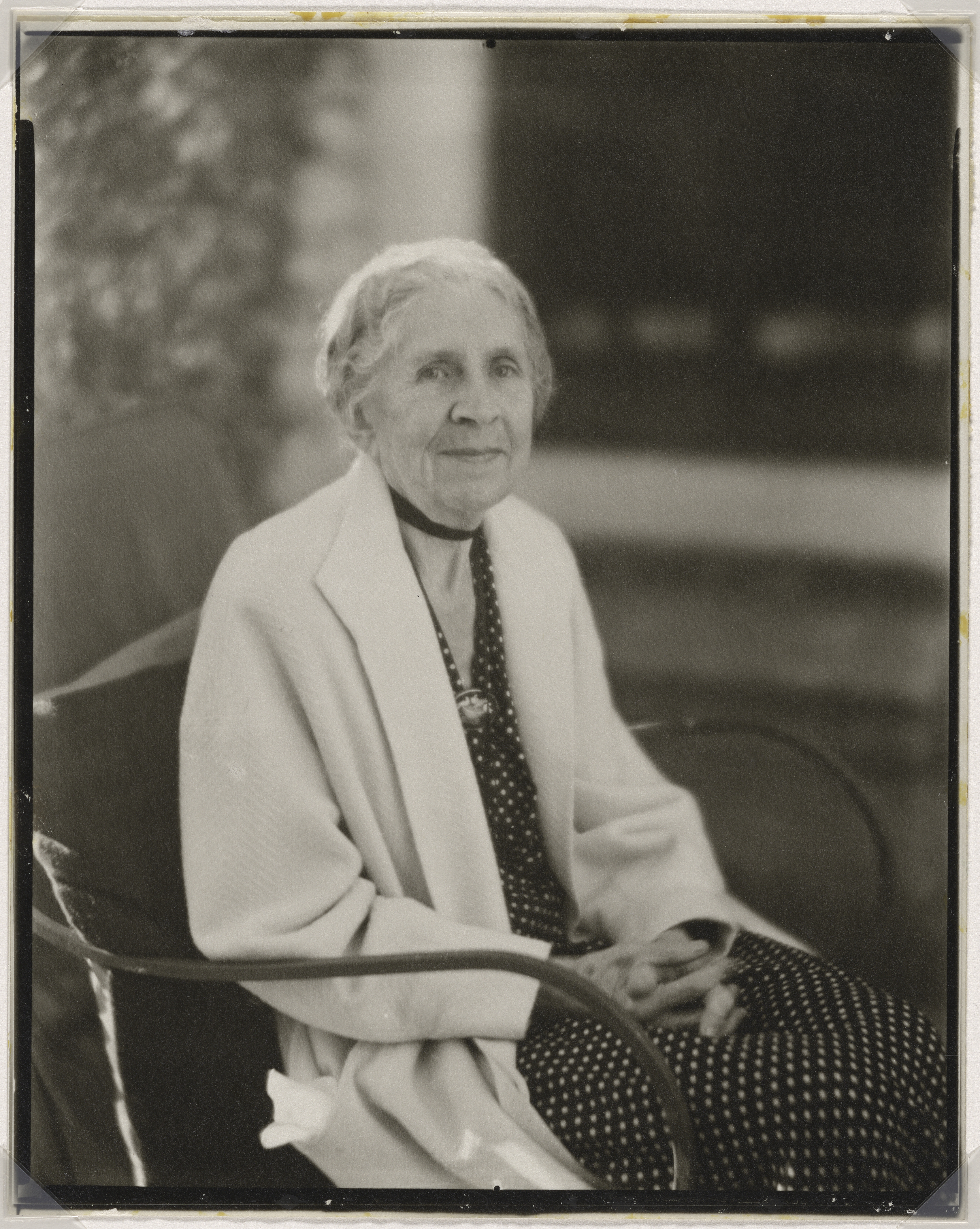
Jornalista Ida Tarbell (1940)
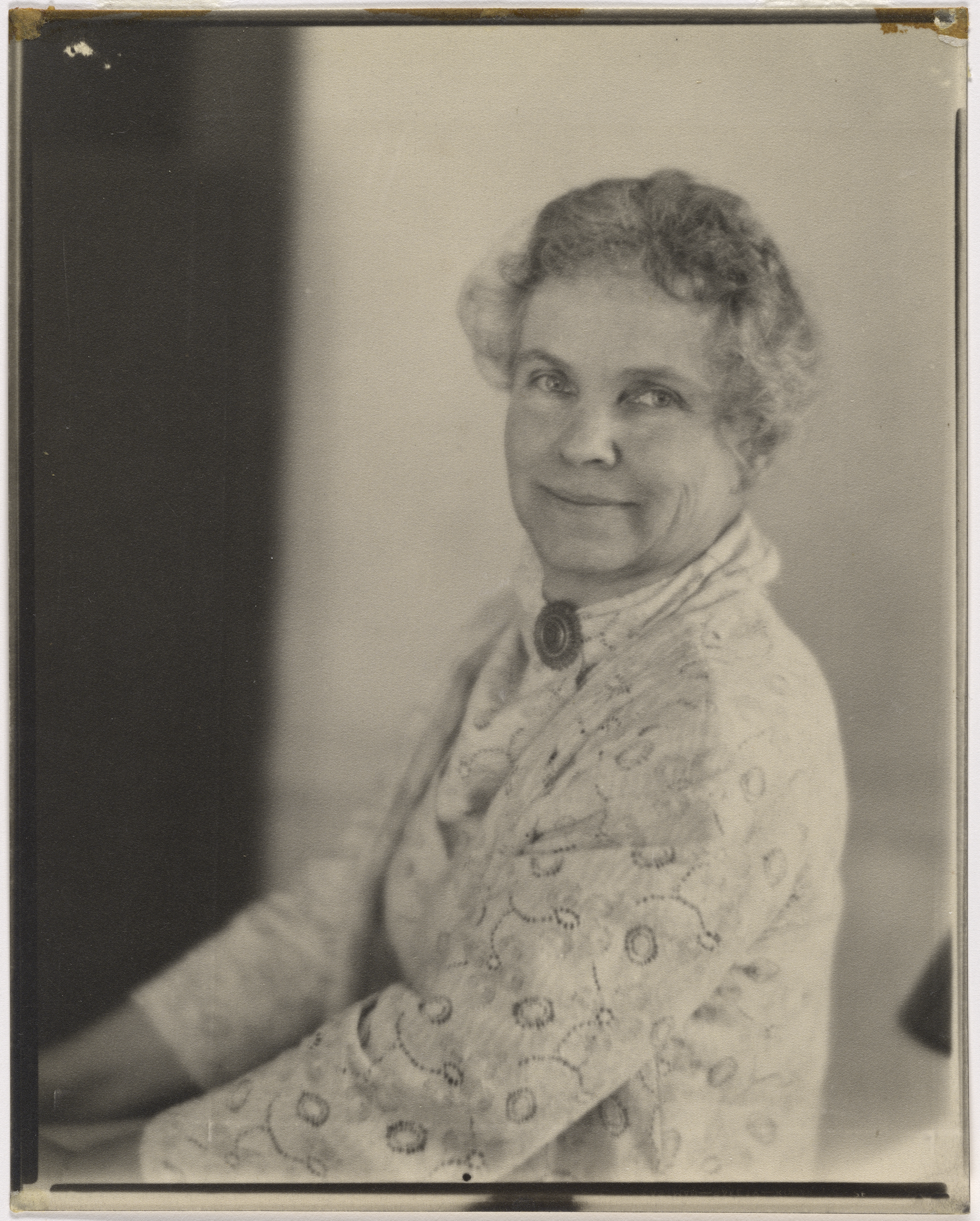
Escritora de livros infantis Dorothy Canfield Fisher (1940)
Eleanor Roosevelt (1949)
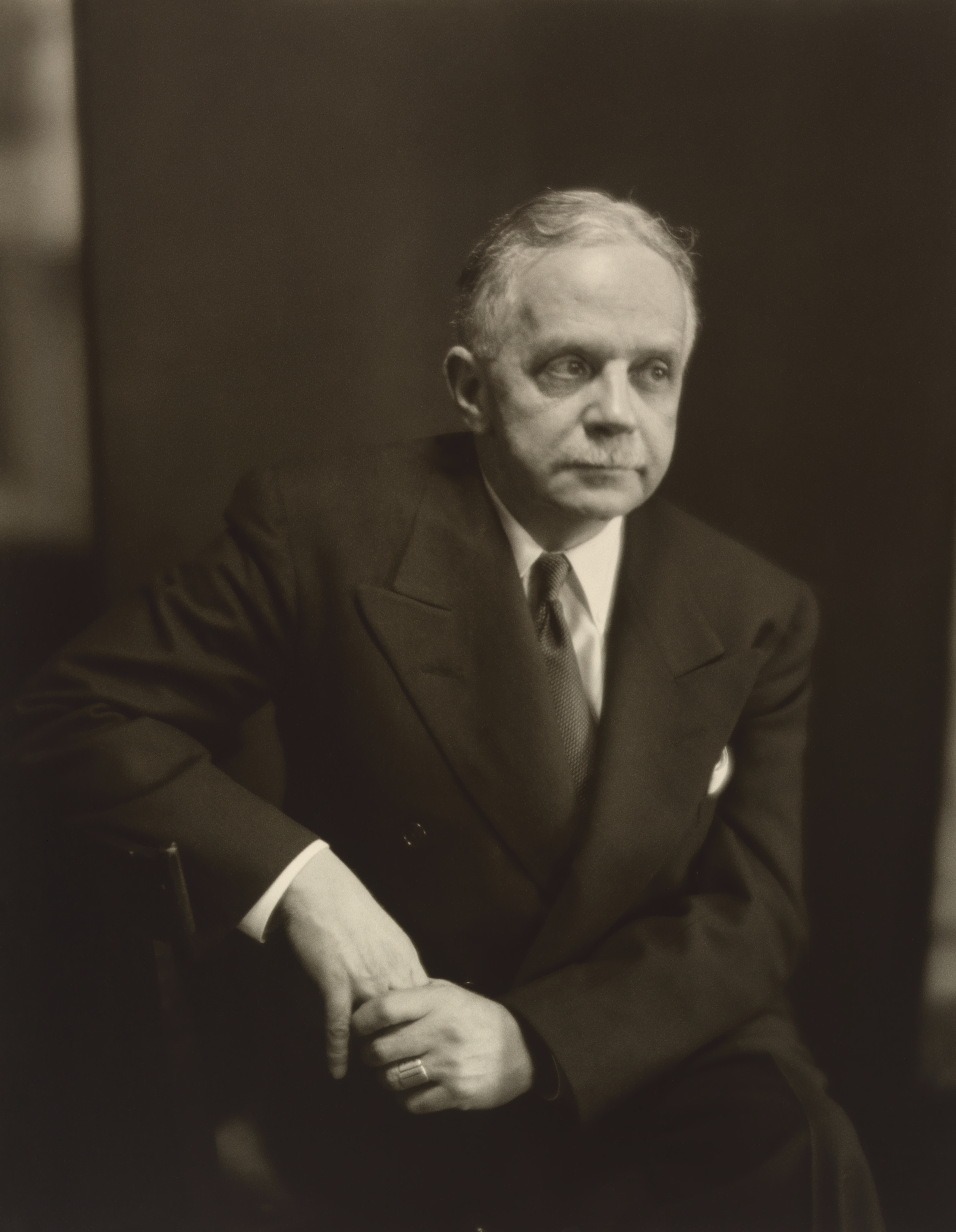
Líder da NAACP Walter Francis White (c. 1950)